# Kutenholz (Hauptort)
Kutenholz (plattdeutsch Kutenhult/Kutenholt) ist der Hauptort der gleichnamigen Gemeinde im niedersächsischen Landkreis Stade.

## Geographie

### Nachbarorte
| Essel, Tinste     | Mulsum                                      | Fredenbeck, Wedel |
| Hesedorf, Sprakel | Kompassrose, die auf Nachbargemeinden zeigt | Frankenmoor       |
| Byhusen           | Baaste                                      | Aspe              |

## Geschichte
Kutenholz wurde 1313 als Cvtenholte erstmals urkundlich erwähnt.
Der Anschluss an das Stromnetz erfolgte in den Jahren 1921/22.
Am Ende des Zweiten Weltkrieges kamen einige britische Panzer der 7. Panzerdivision von Brest her durch Kutenholz. Zwei der Sherman-Panzer gingen bei Kämpfen am 30. April und 1. Mai 1945 durch von Hand gezündete Minen in die Luft. Dabei fielen sieben oder acht Soldaten.
Im Ersten Weltkrieg fielen 42 Soldaten aus Kutenholz und im Zweiten Weltkrieg 95.

### Verwaltungsgeschichte
In der Franzosenzeit gehörte Kutenholz von 1810 bis 1811 zur Mairie Kutenholz im Kanton Harsefeld im Königreich Westphalen. Von 1811 bis 1814 gehörte Kutenholz zur Mairie Ahlerstedt im Kanton Harsefeld direkt zum Französischen Kaiserreich.
Vor 1852 gehörte der Ort zur Börde Mulsum im Amt Harsefeld. Die Börde Mulsum wechselte 1852 zum Amt Stade, das 1859 im Amt Himmelpforten aufging.
Zum 1. Januar 1929 ist Sadersdorf nach Kutenholz eingemeindet worden. Im Zuge der Gebietsreform wurde zum 1. Juli 1972 aus den Gemeinden Kutenholz, Mulsum, Aspe und Essel die neue Gemeinde Kutenholz gebildet. Bis 1972 war Kutenholz auch Sitz der Samtgemeinde Kutenholz gewesen.

### Einwohnerentwicklung
| Jahr | Einwohner             |
| ---- | --------------------- |
| 1791 | 25 Feuerstellen       |
| 1824 | 31 Feuerstellen       |
| 1848 | 443 Leute, 79 Häuser* |
| 1871 | 446 Leute, 81 Häuser  |
| 1910 | 623                   |
| 1925 | 656*                  |
| 1933 | 419*                  |
| 1939 | 448*                  |

*mit Bullenholz

### Religion
Kutenholz ist evangelisch-lutherisch geprägt und gehört zum Kirchspiel der St.-Petri-Kirche in Mulsum.

### Bürgermeister
| Zeitraum    | Name              | Partei |
| ----------- | ----------------- | ------ |
| 1972 – 1991 | Klaus Schmetjen   | CDU    |
| 1991 – 2001 | Karl Windhorst    | CDU    |
| 2001 – 2011 | Johann Peter Hink | CDU    |
| 2011 – 2021 | Gerhard Seba      | CDU    |
| 2021 –      | Sandra Lemmermann | CDU    |

Der Gemeinderat wählte das Gemeinderatsmitglied Sandra Lemmermann (CDU) zur ehrenamtlichen Bürgermeisterin für die aktuelle Wahlperiode.

### Wappen
Das Wappen von Kutenholz zeigt eine silberne Eiche mit fünf goldenen Eicheln auf rotem Hintergrund. Dieses Wappen hatte der Rat der Gemeinde Kutenholz am 5. November 1947 verabschiedet.

## Kultur und Sehenswürdigkeiten

### Bauwerke
- Heimathaus „Op de Heidloh“
- „Peter Kors sien olet Huus“

### Vereinswesen
- Heimatverein
- Schützenverein (gegr. 1951)
- VfL Kutenholz (gegr. 1906)

## Wirtschaft und Infrastruktur

### Feuerwehr
Die Freiwillige Feuerwehr ist im Mai 1933 gegründet worden. Vorher bestand eine Pflichtfeuerwehr. 2017/18 bekam das Spritzenhaus einen Anbau, darin unter anderem eine neue Fahrzeughalle mit drei Stellplätzen. Die Kosten betrugen 1,1 Millionen Euro.

### Verkehr
Durch Kutenholz verläuft die L 123, über die der Ort an Bremervörde im Westen und die Bundesstraße 73 in Horneburg im Osten Anschluss hat, die weiter nach Buxtehude, Stade und Hamburg führt. Von der L 123, gehen die Kreisstraßen K 42, K 70 und K 2 ab. Die K 42 führt im Südwesten über Sadersdorf, Byhusen, Malstedt und Deinstedt zur Bundesstraße 71. Die K 2 geht von Bullenholz im Norden über Mulsum zur Bundesstraße 74 bei Hagenah. Die K 70 läuft im Nordosten nach Fredenbeck.
Der nächste Autobahnanschluss besteht ca. 20 km entfernt im Nordosten an der Abfahrt 3 Stade-Ost an die A 26.
Der Ort hat einen Bahnhof an der Bahnstrecke Bremerhaven-Wulsdorf–Buchholz. Dieser liegt ca. 2 km südlich vom Ortszentrum.

### Unternehmen
In der Schulstraße 12 hat die Volksbank Fredenbeck-Oldendorf-Ahlerstedt eine Filiale und die Kreissparkasse Stade an der Hauptstraße 13.
Größter Arbeitgeber ist die zur Berry Global Group, Inc. gehörende RPC Verpackungen Kutenholz GmbH mit über 300 Mitarbeitern, die Kunststoffflaschen und -container produziert.

### Bildung
Kutenholz ist eine von zwei Standorten der Grundschule Mulsum-Kutenholz.